# Football Club Levadia 2017
Questa voce raccoglie le informazioni riguardanti il Football Club Levadia Tallinn nelle competizioni ufficiali della stagione 2017.

## Stagione
- In campionato il Levadia Tallinn termina al secondo posto (84 punti) dietro al Flora Tallinn (90) e davanti al Kalju Nõmme (78).
- In coppa nazionale vince per la 9ª volta il titolo, battendo in finale 1-0 il Flora Tallinn.
- In Europa League viene eliminato al primo turno dagli irlandesi del Cork City (2-6 complessivo).

## Maglie e sponsor
La divisa casalinga era composta da una maglia verde (della classica sfumatura tendente al verde smeraldo) con colletto e inserti bianchi sulle maniche, pantaloncini bianchi e calzettoni verdi. Quella da trasferta era invece composta da una maglia bianca con colletto e inserti neri sulle maniche, pantaloncini bianchi e calzettoni neri.
| Casa | Trasferta |

## Rosa
| N. |                    | Ruolo | Calciatore        |
| -- | ------------------ | ----- | ----------------- |
| 3  | Estonia (bandiera) | D     | Artjom Artjunin   |
| 4  | Camerun (bandiera) | D     | Tabi Manga        |
| 6  | Ghana (bandiera)   | C     | William Opoku     |
| 7  | Estonia (bandiera) | C     | Pavel Marin       |
| 9  | Camerun (bandiera) | C     | Marcelin Gando    |
| 11 | Brasile (bandiera) | A     | João Neto Morelli |
| 12 | Estonia (bandiera) | P     | Sergei Lepmets    |
| 14 | Estonia (bandiera) | P     | Kristjan Tamme    |
| 15 | Estonia (bandiera) | C     | Cristofer Kuusma  |
| 16 | Estonia (bandiera) | A     | Tarmo Kink        |
| 17 | Estonia (bandiera) | C     | Alex Roosalu      |
| 18 | Estonia (bandiera) | A     | Ingemar Teever    |

| N. |                    | Ruolo | Calciatore           |
| -- | ------------------ | ----- | -------------------- |
| 19 | Croazia (bandiera) | C     | Josip Krznarić       |
| 21 | Estonia (bandiera) | C     | Kaspar Mutso         |
| 22 | Estonia (bandiera) | D     | Martin Käos          |
| 23 | Russia (bandiera)  | D     | Igor Dudarev         |
| 24 | Russia (bandiera)  | C     | Nikita Andreev       |
| 25 | Estonia (bandiera) | D     | Maksim Podholjuzin   |
| 26 | Estonia (bandiera) | D     | Igor Morozov         |
| 27 | Estonia (bandiera) | C     | Andreas Raudsepp     |
| 28 | Estonia (bandiera) | A     | Rimo Hunt (capitano) |
| 30 | Estonia (bandiera) | P     | Priit Pikker         |
| 33 | Estonia (bandiera) | C     | Mark Oliver Roosnupp |
| 99 | Russia (bandiera)  | A     | Evgenij Kobzar'      |